# Барский, Андрей Иванович
Андре́й Ива́нович Ба́рский (29 сентября [12 октября] 1912 года — 1 января 1998 года) — советский военный лётчик, участник двух войн. В годы Великой Отечественной войны — командир эскадрильи 12-го гвардейского пикировочно-бомбардировочного авиационного полка 8-й минно-торпедной авиационной дивизии Военно-воздушных сил Балтийского флота, гвардии капитан. Герой Советского Союза (15.05.1946).

## Биография
Родился 29 сентября (12 октября) 1912 года в селе Варварино ныне Арсеньевского района Тульской области в семье крестьянина. Русский. Член ВКП(б) с 1941 года. Окончил неполную среднюю школу. Учился в Московском институте коммунального хозяйства.
В ВМС РККА с 1935 года. В 1937 году окончил Ейское военно-морское авиационное училище. Участник советско-финской войны 1939—1940 годов. Окончил курсы усовершенствования командного состава ВВС ВМС РККА. В действующей армии с октября 1943 года.
Командир эскадрильи 12-го гвардейского пикировочно-бомбардировочного авиационного полка (8-я минно-торпедная авиационная дивизия, ВВС Краснознамённого Балтийского флота) гвардии капитан Андрей Барский к маю 1945 года произвёл сто один боевой вылет, уничтожил два транспорта противника лично и пятнадцать — в группе.
Особенно успешно эскадрилья Барского действовала в 1944 году в период наступления советских войск под Ленинградом и в Прибалтике. Пикирующие бомбардировщики в марте этого года подавили артиллерийские и миномётные батареи немецких войск в районе Нарвы. В мае эскадрилья неоднократно участвовала в нанесении бомбовых ударов по военно-морским базам и транспортам противника в Балтийском море. Советские лётчики, которых водил в бой капитан Барский А. И., за время Великой Отечественной войны пустили ко дну пятнадцать транспортов общим водоизмещением 91500 брутто тонн.
Указом Президиума Верховного Совета СССР от 15 мая 1946 года за образцовое выполнение боевых заданий командования на фронте борьбы с немецкими захватчиками и проявленные при этом мужество и геройство гвардии капитану Барскому Андрею Ивановичу присвоено звание Героя Советского Союза с вручением ордена Ленина и медали «Золотая Звезда» (№ 5904).
После войны отважный лётчик продолжал службу в Военно-Морском Флоте СССР. В 1952 году окончил Высшие лётно-тактические курсы авиации ВМС (Рига). С 1956 года подполковник Барский А. И. — в отставке. Жил в городе-герое Москве. Скончался 1 января 1998 года.

## Награды
- Медаль «Золотая Звезда» Героя Советского Союза (15.05.1946, № 5904)
- Орден Ленина (15.05.1946)
- Орден Октябрьской Революции
- Пять орденов Красного Знамени (10.04.1944, 13.09.1944, 26.11.1944, 19.07.1945, 30.12.1956)
- Орден Ушакова II степени (19.04.1945, № 183)
- Орден Отечественной войны I степени (11.03.1985)
- Орден Отечественной войны II степени
- Орден Красной Звезды (15.11950)
- Медали, в том числе:
  - Медаль «За победу над Германией в Великой Отечественной войне 1941—1945 гг.»
  - Медаль «За боевые заслуги» (10.11.1945)
  - Медаль «За взятие Кёнигсберга» (1945)
  - Медаль «За оборону Ленинграда» (1942)

## Память
- Похоронен в Москве на Троекуровском кладбище (участок 4).